# Baraagta Rooble
Baraagta Rooble is een gehucht in het district Oodweyne, regio Togdheer, in de niet-erkende staat Somaliland, en dus formeel gelegen in Somalië.
Baraagta Rooble ligt op een savanne-achtige hoogvlakte met een karige vegetatie, ca. 1100 m hoog, en hemelsbreed ca. 58 km ten zuidwesten van de districtshoofdplaats Oodweyne en 27 km van de grens met Ethiopië. Het dorp bestaat uit twee korte rijtjes met huisjes (één straatje) en een kleine moskee.
Baraagta Rooble is via zandpaden verbonden met de rest van het district. Dorpen in de buurt zijn Wacays Oodane (7,7 km), Xayndaanle (13,1 km), Bali Siciid (9,9 km), Cabdi Dheere (10,0 km), Qolqol ka Madoobe (21,3 km) en Cali Aadan (9,1 km).

## Klimaat
Baraagta Rooble heeft een tropisch steppeklimaat met een gemiddelde jaartemperatuur van 23,0 °C; de temperatuurvariatie is gering; de koudste maand is januari (gemiddeld 19,7°); de warmste september (25,2°). Regenval bedraagt jaarlijks ca. 305 mm met april en mei als natste maanden (de zgn. Gu-regens) en een tweede, minder uitgesproken regenseizoen in september-oktober (de zgn. Dayr-regens); het droge seizoen is van december - februari. De neerslag kan overigens van jaar tot sterk variëren.